# 薩洛蒙集團

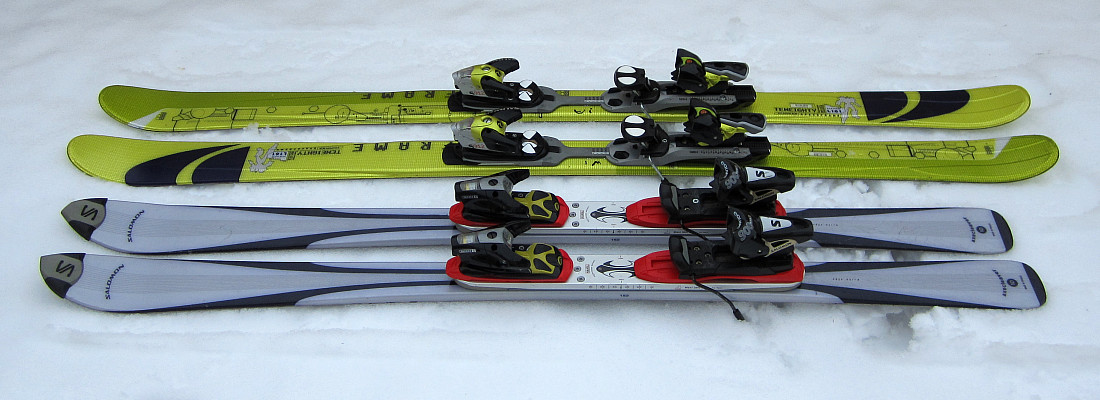

薩洛蒙集團（英語：Salomon Group）是法國戶外運動器材品牌兼生產商。

## 历史
總部設於安納西，由弗朗索瓦·薩洛蒙（François Salomon）於1947年在法國阿爾卑斯山的深處建立。它是亞瑪芬體育的子公司。亞瑪芬體育於2019被中資背景的安踏體育併購。集團內其他的品牌包括威尔胜、阿托米克滑雪板、始祖鳥等等。

## 外部連結
- 官方网站
- Story Behind Salomon Skis （页面存档备份，存于）
- Skiing History （页面存档备份，存于） - Georges P.J. Salomon
- Justia （页面存档备份，存于） - Salomon patents
- Best Salomon Boots （页面存档备份，存于） - Bootwisdom